# Корчувка-Кольонія
Корчувка-Кольонія (пол. Korczówka-Kolonia) — село в Польщі, у гміні Ольшанка Лосицького повіту Мазовецького воєводства.
Населення — 105 осіб (2011).
У 1975-1998 роках село належало до Білопідляського воєводства.

## Демографія
Демографічна структура станом на 31 березня 2011 року:
|          | Загалом | Допрацездатний вік | Працездатний вік | Постпрацездатний вік |
| -------- | ------- | ------------------ | ---------------- | -------------------- |
| Чоловіки | 53      | 17                 | 31               | 5                    |
| Жінки    | 52      | 13                 | 26               | 13                   |
| Разом    | 105     | 30                 | 57               | 18                   |